# オープン・シーズン3 森の仲間とゆかいなサーカス
『オープン・シーズン3 森の仲間とゆかいなサーカス』（オープン・シーズン3 もりのなかまとゆかいなサーカス、原題: Open Season 3）は、ソニー・ピクチャーズ・イメージワークスによる長編アニメーション映画作品。2008年の映画『オープン・シーズン2 ペット vs 野生のどうぶつたち』の続編にあたる。日本ではビデオスルーとして、2011年3月9日にDVD・BDが発売された。

## キャスト
- ジゼル: メリッサ・スターム （園崎未恵）
- アリステア: デイナ・シュナイダー （佐藤せつじ）
- ウルサ: メリッサ・スターム （林真里花）
- ダグ: マシュー・J・マン （乃村健次）
- ロージー: ニカ・ファッターマン （原田ひとみ）